# Attacken mot Israels ambassad i Belgrad 2024
Den 29 juni 2024 skedde en attack mot Israels ambassad i Serbiens huvudstad, Belgrad. Attacken utfördes av Miloš Žujović, som var anhängare till terroristorganisationen Islamiska staten (IS).

## Attacken
Enligt Serbiens inrikesminister Ivica Dačić hade gärningsmannen befunnit sig nära en mindre byggnad framför ambassaden flera gånger runt klockan 11:00, lokal tid, och ska ha frågat om ett museum.
Därefter öppnade han dörren till byggnaden, tog fram en pilbössa som var i en väska och sköt en gendarm. Gendarmen besvarade genom att skjuta gärningsmannen, som ungefär en halvtimme senare avled.
Händelsen stämplades senare som en terroristattack av Dačić.

## Förövaren
Förövaren blev senare identifierad som Miloš Žujović (serbisk kyrilliska: Милош Жујовић), också känd under sitt islamiska namn Salahudin, (Салахудин) född år 1999 och var bosatt i Mladenovac. Han hade tidigare konverterat till islam och gått med i wahhabismen, som är en fundamentalistisk riktning inom sunniislam.
Efter konverteringen flyttade han till staden Novi Pazar, där majoriteten av invånarna är muslimer, med sin fru från Plav i Montenegro.
Samma dag som attacken skedde blev en islamist och påstådd medgärningsman vid namn Igor Despotović (Игор Деспотовић) gripen i Belgrad. Han är också född 1999. Enligt rapporter hade han och Žujović långa kommunikationer med varandra.
Efter händelsen höjdes säkerheten i hela landet.